# Verfassungsgeschichte Polens
Die Verfassungsgeschichte Polens hat eine lange Tradition. Die ersten schriftlich niedergeschriebenen Verfassungsgesetze, die die Macht des Monarchen einschränkten, wurden bereits nach der Wiedervereinigung im 14. Jahrhundert erlassen. In einem dynamischen Prozess entwickelte sich das Königreich Polen zu einer Adelsrepublik mit demokratischer Willensbekundung.

## Königreich Polen und die Adelsrepublik (Erste Republik)

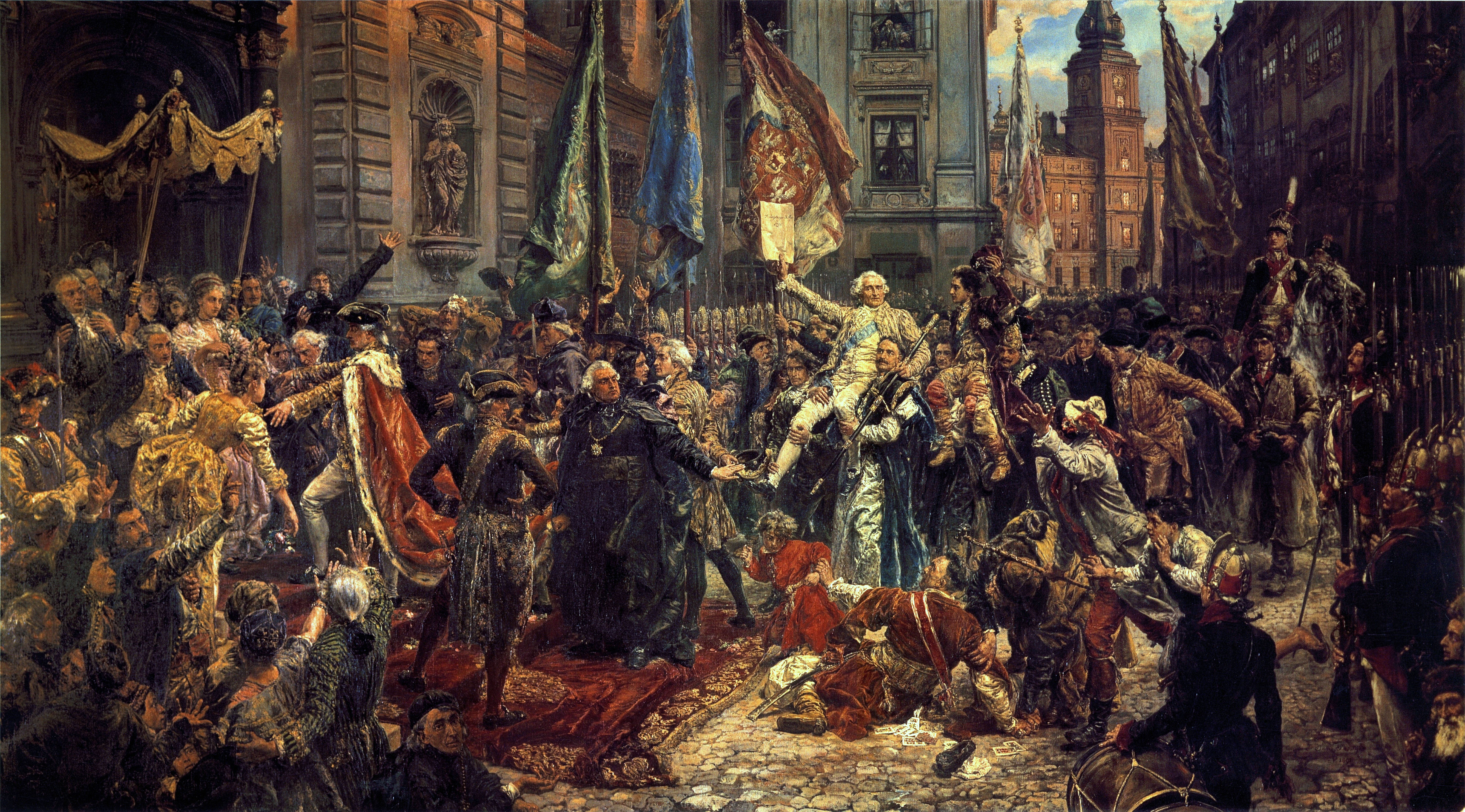
Stanisław Małachowski wird nach der Verabschiedung der Verfassung vom 3. Mai 1791 durch die Straßen von Warschau getragen (Gemälde von Jan Matejko 19. Jh.)

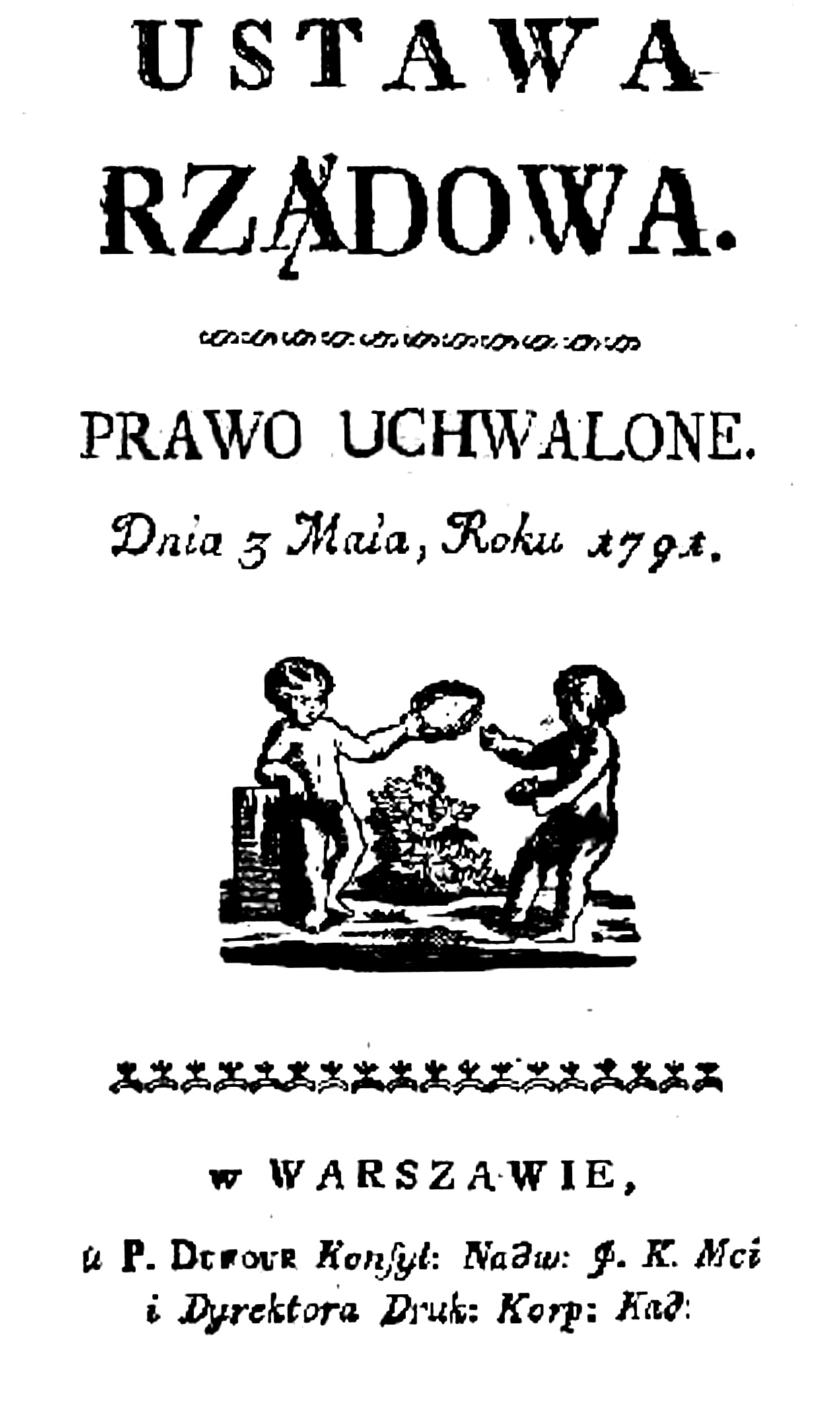
Deckblatt einer historischen Ausgabe der Verfassung vom Dritten Mai

### Vom Statut von Kaschau 1374 zu den Pacta Conventa
Das erste polnische Gesetz, das man als Verfassung oder Konstitution bezeichnen kann, ist das Statut von Kaschau im Jahr 1374, in dem der polnisch-ungarische König Ludwig von Anjou für die Wahl seiner Tochter Jadwiga der Heiligen zur Königin von Polen dem wahlberechtigten Adel Privilegien zugestand. Insbesondere wurde den Königen verboten, weitere Steuern ohne die Zustimmung der Sejmiki (Regionalparlamente des Adels) zu erheben, oder die Adeligen zu irgendwelchen Diensten zu bestellen.
Diese Rechte des Adels wurden von den nachfolgenden Königen, um die Wahl ihrer Nachkommen zu begünstigen oder die Adeligen für einen Kriegszug zu gewinnen, bestätigt und erweitert. Władysław II. Jagiełło gestand in den Statuten von Piotrków (dt. Petrikau) 1388, Czerwińsk 1422, Warta 1423 und Krakau 1433 die Unantastbarkeit der Freiheit „neminem captivabimus nisi iure victum“ und des Eigentums ohne Gerichtsurteile, Mitspracherechte bei der Fiskalpolitik, Preisbindungen für Agrarprodukte und andere Rechte zu. Kasimir der Jagiellone weitete diese Privilegien im Statut von Vilnius 1447 auf den litauischen Adel aus und stellte ihn der polnischen Szlachta gleich. Im Statut von Nieszawa 1454 bekam der Adel de facto das Recht über Krieg und Frieden zu entscheiden und die Regionalparlamente konnten die Verleihung von Rechten an andere Stände verhindern. Deswegen nehmen einige Verfassungsrechtshistoriker an, dass dieses Datum bereits den Beginn der Adelsrepublik darstellt.
Die herrschende Meinung geht jedoch davon aus, dass als Geburtsstunde der Adelsrepublik das Statut von Piotrków vom 27. Februar 1493 anzunehmen ist, in dem sich König Jan Olbracht verpflichtete, ein gesamtpolnisches Zweikammerparlament (Sejm) bestehend aus Abgeordnetenkammer (Izba Poselska) und Senat in Piotrków einzurichten und der Kirche verboten wurde, sich in die weltliche Judikative einzumischen. Damit war praktisch der Adelsstand (die Szlachta), der 10–15 % der polnischen Bevölkerung ausmachte, der Souverän im Staat. Seit 1497 war er auch von Zöllen befreit. Gleichzeitig wurde es den Leibeigenen verboten, die Dorfgemeinschaft zu verlassen, bevor sie nicht alle Schulden an den Gutsbesitzer abgezahlt hatten, und den Stadtbürgern, Grundstücke zu erwerben. Der König wurde faktisch zum vom Sejm berufenen (und abberufbaren) „Repräsentanten“ der Republik.
1501 wurde im Statut von Mielnik die Exekutive auf den Senat übertragen, dessen Vorsitzender zwar der König (damals Alexander der Jagiellone) war, der jedoch abgesetzt werden konnte, wenn er sich der Mehrheitsentscheidung nicht beugen sollte. Im zweiten Statut von Petrikau von 1504 wurde die Kontrolle über die Vergabe von Grundbesitz und Ämtern auf den Sejm übertragen, wobei die Ämterhäufung in einer Person verboten wurde. Die wichtigste Konstitution der Adelsrepublik gab sich der Sejm 1505 in Radom dann schon selbst, namentlich die Nihil-Novi-Verfassung, die allgemein als „Nichts über uns ohne uns“ übersetzt wurde und dem König auch die Legislative entzog. Untereinander sollte der Adel ohne Rücksicht auf Vermögen rechtlich gleichgestellt sein. Gleichzeitig wurde vereinbart, dass die Staatsbeamten in freien Wahlen gewählt werden sollten.
Auch die Judikative wurde dem König schrittweise entzogen. 1518 verzichtete Sigismund der Alte auf die Entscheidung von Streitigkeiten zwischen Adeligen und Nichtadeligen. 1520 wurde den Stadtgerichten verboten über Adlige zu urteilen und 1523 wurde eine zweite Gerichtsinstanz eingeführt. Ab 1563 gab es zeitlich begrenzte höchste Gerichte, die jedoch nur für einzelne Rechtsstreitigkeiten ad hoc gebildet wurden. Nach der Unionsakte von Lublin von 1569, die auf den größten polnischen Juristen der Renaissance Jan Zamoyski zurückgeht, wurde 1578 ein ständiges höchstes vom König unabhängiges Gericht, das Krontribunal, eingerichtet. Damit war die moderne Gewaltenteilung in der polnisch-litauischen Rzeczpospolita des 16. Jahrhunderts verwirklicht.
Die Legislative lag beim Sejm, die Exekutive beim Senat und die Judikative beim Krontribunal. In der Konföderation von Warschau von 1573 wurde es dem König und anderen staatlichen Organen verboten, in die Religionsfreiheit der Adeligen einzugreifen. All diese Bestimmungen wurden ab 1573 in den so genannten Pacta conventa zusammengefasst und mussten von jedem Anwärter auf den polnischen Königsthron vor seiner Wahl unterschrieben werden. Das erste Staatsbudget Polens verabschiedete der Sejm 1768.
Der Rechtszustand der Pacta conventa dauerte bis 1791 mit kleineren Änderungen fort. Insbesondere ist erwähnenswert, dass sich Mitte des 17. Jahrhunderts das Liberum veto entwickelte, das es jedem Abgeordneten ermöglichte, einen Gesetzentwurf zu Fall zu bringen. Dies förderte die Stellung der mächtigen Magnaten innerhalb des Adels, die regelmäßig Änderungen ihrer goldenen Freiheit verhindern konnten. Während der Aufklärung wurde jedoch erkannt, dass die privilegierte Stellung des Adels nicht mehr zeitgemäß war.

### Verfassung vom 3. Mai 1791
Der Vierjährige Sejm (1788–1792) arbeitete eine Verfassung aus, die am 3. Mai 1791 verabschiedet wurde. Als Verfassung vom 3. Mai ging sie in die Geschichte ein und gilt als erste moderne Verfassung Europas. Einer der wichtigsten Autoren dieser Verfassung war Hugo Kołłątaj, eine der größten Persönlichkeiten der europäischen Aufklärung. Mit ihr wurden auch den anderen Ständen weitgehende Privilegien zugesichert.

## Herzogtum Warschau
Mit der Wiederherstellung eines Rumpfpolens durch Napoleon nach den drei Teilungen Polens entstand 1807 das Herzogtum Warschau.

### Verfassung des Herzogtums Warschau
Am 22. Juli 1807 erhielt es eine eigene Verfassung und den Code Napoléon. Mit der Einführung dieser beiden Gesetze wurden die Ständegesellschaft aufgehoben, alle Bewohner rechtliche gleichgestellt und eine einheitliche Gerichtsordnung eingeführt. Die Niederlage Napoleons hatte die Aufhebung des Herzogtums Warschau und seiner Rechtsordnung auf dem Wiener Kongress 1814/15 zur Folge.

## Kongresspolen, Großherzogtum Posen, Galizien und Lodomerien
In der Teilungszeit unterlagen die verschiedenen polnischen Gebiete unterschiedlichen politischen Systemen. Das Großherzogtum Posen, die Republik Krakau und Kongresspolen hatten seit 1815 eigene Verfassungen.
Die Bedeutendste unter ihnen war die von Adam Jerzy Czartoryski entworfene Verfassung des Königreichs Polen, die nach dem Wiener Kongress am 27. November 1815 vom russischen Zaren Aleksander I. unterzeichnet wurde. Sie galt als eine der liberalsten im damaligen Europa. Der Sejm in Warschau hatte weitgehende Befugnisse gegenüber dem Zaren. Gleichwohl wurden diese Rechte vom Zaren nicht respektiert.
Nach dem Novemberaufstand 1830 wurde die Verfassung durch ein reaktionäres Grundgesetz ersetzt.
Auch der Krakauer Aufstand von 1846 führte zur Annexion dieser Republik durch Österreich und der Aufhebung der Verfassung.
Nach dem Aufstand im Großherzogtum Posen im Rahmen des Völkerfrühlings 1848 wurde auch dieses von Preußen aufgelöst.
Dafür erhielt Galizien und Lodomerien 1867, nach der Schwächung der Habsburger durch deren Niederlagen gegen Preußen und in Italien, die volle Autonomie mit eigener Verfassung und einem Parlament in Lemberg.

## Zweite Republik

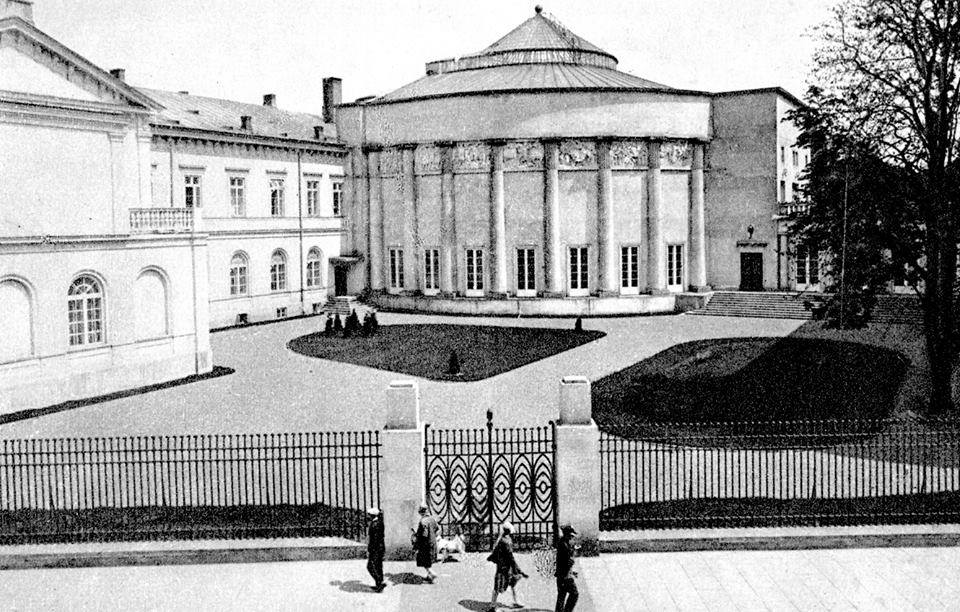
Der zur Zeit der Zweiten Republik erbaute Sitz des Sejm, des zentralen Verfassungsorgans Polen

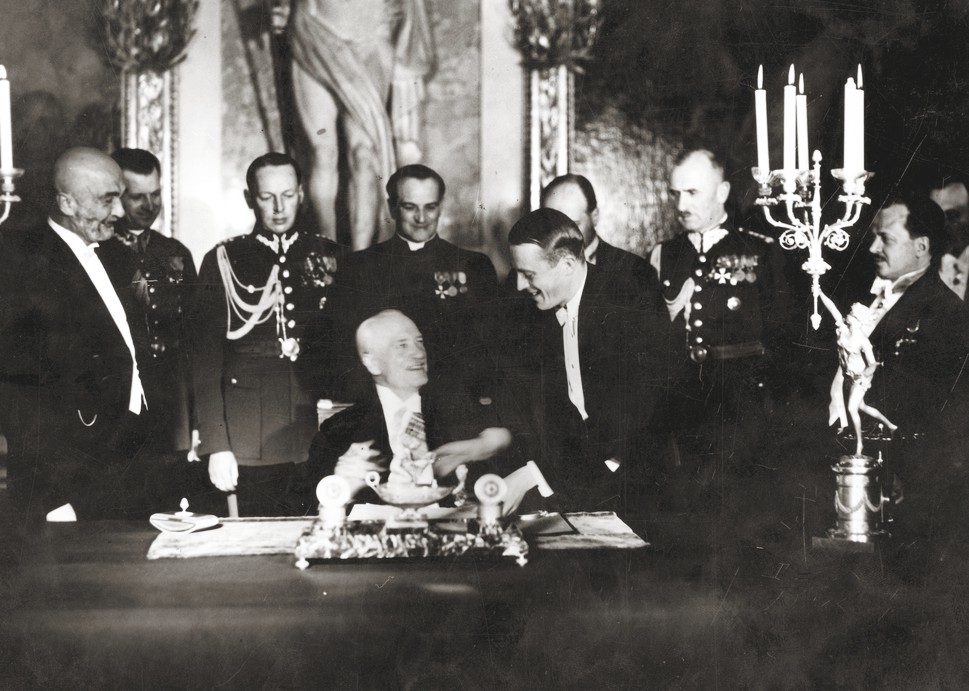
Präsident Ignacy Mościcki unterschreibt die April-Verfassung von 1935

### Kleine Verfassung von 1919
Nach der Wiedererlangung der Unabhängigkeit im Herbst 1918 wurde am 20. Februar 1919 für das neu gegründete Polen die provisorische Kleine Verfassung (poln. Mała Konstytucja) verabschiedet, die den zusammenwachsenden Staat vorläufig regeln sollte. Dieser Akt, mit dem eigentlichen Titel Beschluss des Sejm vom 20. Februar 1919 über die Beauftragung Józef Piłsudskis mit der weiteren Ausübung des Amtes des Staatschefs, bestand lediglich aus wenigen Textzeilen in zwei Artikeln, wobei nur der Art. II mit den Ziffern 1 bis 5 die Grundorgane des Staates sehr vage definierte: Die Ziffer 1 erklärte den Sejm zum Souverän und erwähnte die Ämter des Sejmmarschalls, des Ministerpräsidenten und der Minister, die Ziffer 2–5 regelten die Kompetenzen des Staatschefs und die Interdependenzen mit dem Sejm und den Ministern. Selbst der Name des Staates wurde als „Polnischer Staat“ offengelassen. Das Frauenwahlrecht war bereits 1918 eingeführt worden.

### März-Verfassung von 1921
Bereits am 17. März 1921 wurde eine demokratische Verfassung im parlamentarischen Stil von der Verfassunggebenden Nationalversammlung verabschiedet. Souverän war der Sejm und Senat, der gegenüber dem Staatspräsidenten eine herausgehobene Stellung in der Legislative und Exekutive (Ministerrat) innehatte. Der Präsident dagegen hatte eine eher repräsentative Funktion ohne faktische politische Macht.

### Verfassungsnovelle vom August 1926
Nach Piłsudskis Maiputsch 1926 wurde am 2. August dieses Jahres eine Novellierung aufgenommen, die dem Präsidenten eine stärkere Stellung gegenüber dem Ministerrat verschaffte.

### April-Verfassung von 1935
Schließlich beschloss der Sejm im April 1935 eine neue Verfassung, die dem Präsidenten weitgehende Vollmachten gab. Der Präsident war der Souverän, er hatte die Aufsicht über den Sejm, Senat und den Ministerrat. Die beiden ersten Organe konnte er auflösen und Neuwahlen ausschreiben. Er konnte auch die Mitglieder des Ministerrates ernennen und absetzen. Die Verfassung formulierte auch die Grundlage für die Bildung der Exilregierung, die von 1939 bis 1990 bestand.

## Volksrepublik

### Kleine Verfassung von 1947
Im Jahre 1947 wurde eine provisorische Verfassung erlassen, die noch zum großen Teil die demokratischen Elemente der März-Verfassung von 1921 beinhaltete.

### Verfassung der Volksrepublik Polen von 1952
Doch bereits 1952 trat eine von der UdSSR oktroyierte, auf die sozialistische Diktatur zugeschnittene Verfassung der Volksrepublik Polen in Kraft, in der die Unterwerfung gegenüber der Sowjetunion und die Führung der Polnischen Vereinigten Arbeiterpartei festgeschrieben wurden. Laut Verfassung lag zwar die Macht beim Sejm und beim Ministerrat, in der politischen Praxis verschmolzen aber, wie in allen realsozialistischen Staaten, die Ebenen von Partei und Staat miteinander, wodurch das Amt des Generalsekretärs der PVAP das Zentrum der Macht darstellte. Überdies wurden de facto alle Entscheidungen von überragender Bedeutung in Moskau getroffen und von der polnischen Parteiführung durchgeführt. Es wurde die Trennung von Kirche und Staat im Verfassungsrecht eingeführt, deren praktische Umsetzung sich trotz der zunächst stalinistischen Macht bis in die Mitte der 1960er Jahre durchzog. Diese Verfassung überdauerte mit kleinen Änderungen bis 1989.

### Verfassungsnovelle vom April 1989
Als Ergebnis der Gespräche am Runden Tisch wurde am 7. April 1989 eine Novellierung aufgenommen, die die Vereinbarungen der Gespräche in der Verfassung verankerte.
Wichtigste Änderungen:
- freie Wahlen zur wieder eingeführten zweiten Kammer – dem Senat,
- Aufteilung der Sitze im Sejm nach dem Schlüssel 65:35 % zwischen sozialistischer Einheitsliste und freien Mandaten,
- Wiedereinführung des Amtes des Staatspräsidenten.

## Dritte Republik

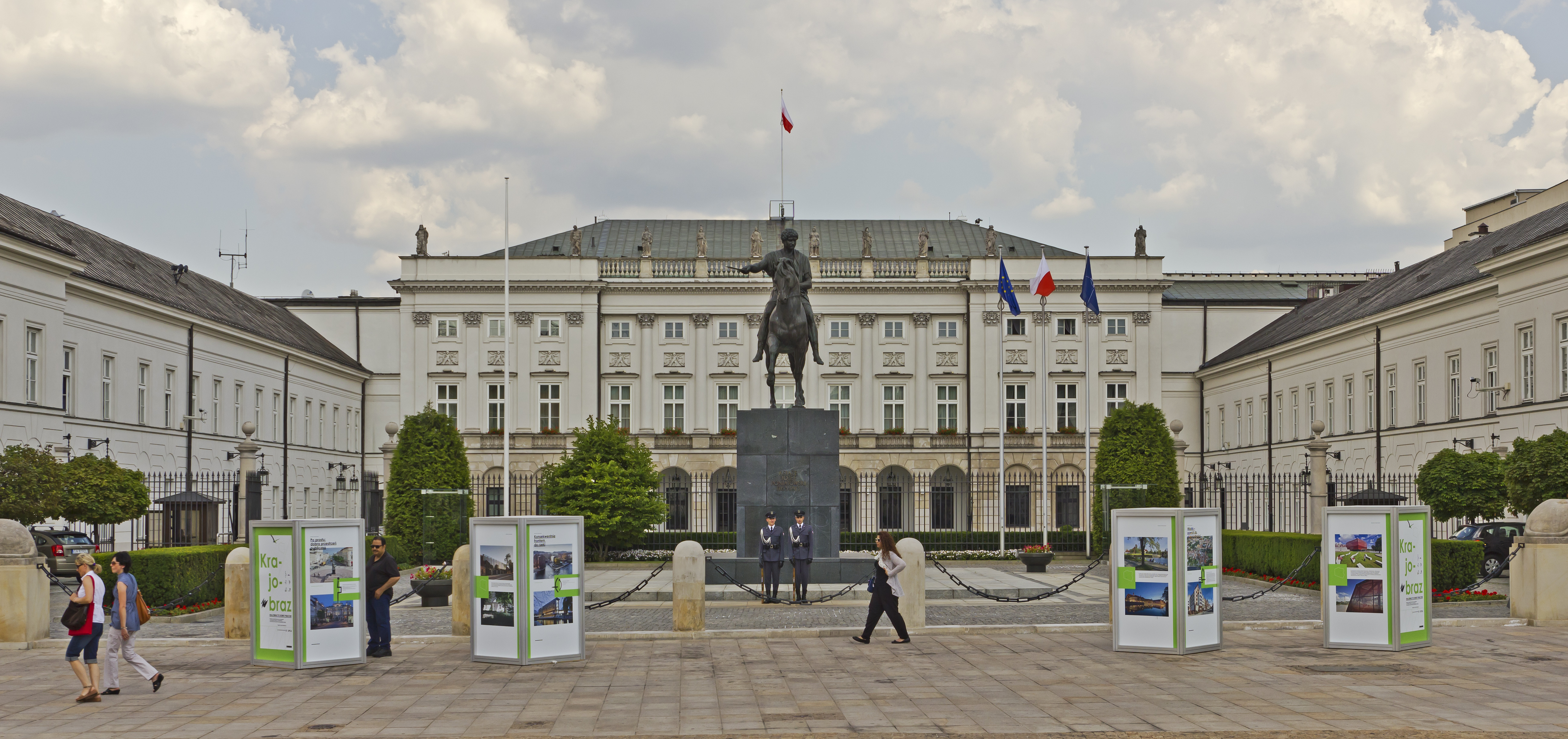
Der heutige Amtssitz des Präsidenten der Polnischen Republik

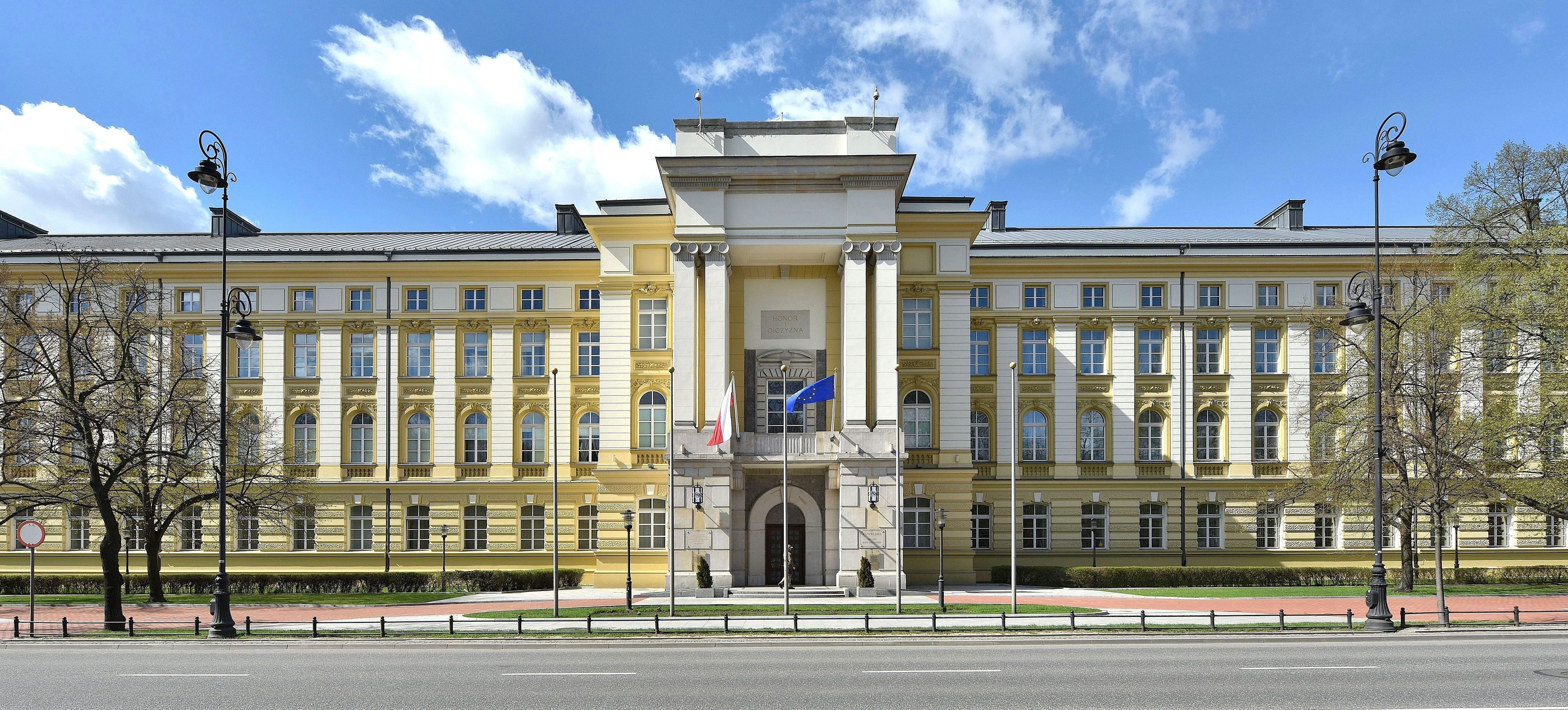
Amtssitz des polnischen Ministerpräsidenten; eine der Machtzentralen des modernen Polens

### Verfassungsnovelle vom Dezember 1989
Am 29. Dezember 1989 wurden aus der Verfassung die Bestimmungen über die Allianz mit der Sowjetunion und den sozialistischen Staaten, sowie die Führungsrolle der kommunistischen Partei gestrichen und der frühere Staatsname Rzeczpospolita Polska (dt. Republik Polen) mit dem alten Wappen mit gekröntem Adler wiedereingeführt. Zudem wurde die Bezeichnung Polens als "sozialistischer Staat" aufgegeben, zu Gunsten der Bezeichnung "demokratischer Rechtsstaat".

### Kleine Verfassung von 1992
Nach den ersten teilweise freien Parlamentswahlen im Ostblock im Juni 1989 wurde eine Änderung der Verfassung von 1952 überfällig. Diese wurde vorerst nicht vollständig aufgehoben, sondern durch die Kleine Verfassung von 1992 ergänzt. Darin wurde die Gewaltenteilung zwischen Legislative, Exekutive und Judikative wieder eingeführt. Gleichwohl wurde das Bedürfnis nach einer neuen Verfassung immer deutlicher. Die Arbeiten wurden bereits 1989 aufgenommen.

### Verfassung der Republik Polen von 1997
Die Verabschiedung einer neuen Verfassung für die Dritte Republik erfolgte im Frühjahr 1997 durch die Anerkennung durch den Sejm und Senat sowie in einem Referendum durch die Bevölkerung. Sie trat am 17. Oktober 1997 in Kraft.
In der Präambel wird in einer Kompromisslösung zwischen einem Gottesbezug und den Bevölkerungsteilen, die die demokratischen Werte aus anderen Quellen herleiten, geschlossen.
In den 13 folgenden Büchern werden die Republik, die Grundrechte und -pflichten, die Rechtsquellen, die Staatsorgane (Sejm und Senat, Präsident, Ministerrat), die territoriale Selbstverwaltung, die Judikative, die übrigen Verfassungsorgane (Ombudsman etc.), die Finanzverfassung, der außerordentliche Zustand und die Verfassungsänderungen sowie Referenden definiert.
Diese Verfassung folgt der parlamentarischen Tradition der März-Verfassung von 1921, in der der Sejm und Senat der Souverän sind.

### Novellierungsvorschläge
Nach dem Sieg in den Parlamentswahlen sowie den Präsidentschaftswahlen im Herbst 2005 hatte die rechtskonservative PiS angekündigt durch eine Verfassungsreform, die sogenannte „Vierte Republik“, auszurufen. Darin sollte dem Präsidenten wieder eine mächtigere Stellung zukommen. Zudem wurde im Rahmen des Bürokratieabbaus überlegt, die Zahl der Sejm-Abgeordneten zu reduzieren, von der Verhältniswahl zur Mehrheitswahl zu wechseln und den Senat abzuschaffen. Einige Verfassungsorgane sollten ebenfalls abgeschafft werden. Der Begriff „Vierte Republik“ ist hierbei allerdings nur als Teil der Wahlkampagne der PiS anzusehen und wird selbst von Historikern nicht als offizielle Bezeichnung für eine neue, etwaige Etappe im Werdegang Polens nach der Wende gesehen.
Die Vorhaben der PiS scheiterten allesamt an der Opposition und dem Zerfall der damaligen Regierungskoalition.